# Patagonykus peuratai
Patagonykus peuratai és una espècie enigmàtica de dinosaure teròpode que va viure al Cretaci superior en el que actualment és Argentina. Les seves restes fòssils foren descobertes en el membre Portezuelo (Turonià-Coniacià) de la formació de Rio Neuquén, a la província del Neuquén de l'Argentina. L'holotip consisteix en un esquelet incomplet però ben preservat, al qual li manca el crani, però que inclou moltes vèrtebres, el coracoide, extremitats anteriors parcials, la cintura pelviana, i les extremitats posteriors. Patagonykus s'ha classificat dins la família dels alvarezsàurids, que inclou el mongol Mononykus i l'argentí Alvarezsaurus. S'estima que Patagonykus feia aproximadament uns dos metres de longitud.